# 오토모 요시무네

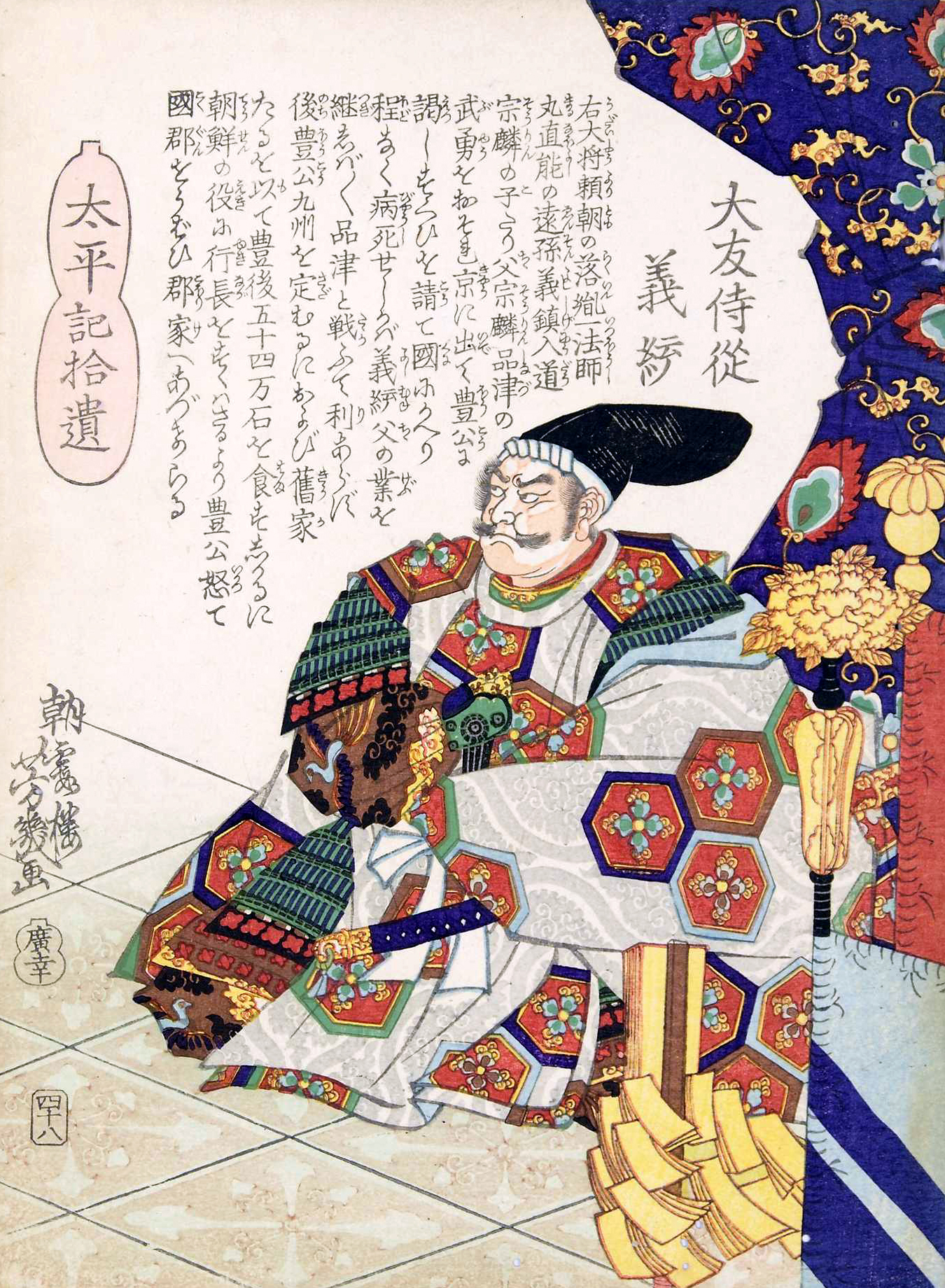
오토모 요시무네

오토모 요시무네(일본어: 大友義統)는 센고쿠 시대부터 아즈치 모모야마 시대까지의 분고의 센고쿠 다이묘이다. 오토모씨의 제22대 당주. 오토모 소린의 적장자이다.

## 같이 보기
- 규슈 정벌

| 전임 오토모 요시시게(소린) | 제22대 분고 오토모 씨 당주 1576년 ~ 1600년 | 후임 오토모 요시노리 |